# Hanabusa Itchō
Hanabusa Itchō, född 1652, död 7 februari 1724, var en japansk målare.
Itchō utbildades i Kanoskolans stil av Kanō Yasunobu, men tog senare starkt intryck av Hishikawa Moronobus konst, varför hans konst bär prägeln av klassiska former i förening med frisk naturkänsla. Itchō målade landskap, genrescener, symboliska bilder och porträtt.